# Museu Paroquial de Moncarapacho
O Museu Paroquial de Moncarapacho é uma instituição museológica, sediada na Freguesia de Moncarapacho do Concelho de Olhão, no Distrito de Faro, em Portugal.

## Caracterização
O Museu encontra-se sediado nas antigas dependências da Capela do Espírito Santo, na Rua do Santo Cristo, no centro da localidade de Moncarapacho; o seu espólio inclui várias peças arqueológicas e etnográficas, um conjunto de arte religiosa dos séculos XVI a XVIII, e um presépio de origem napolitana do Século XVIII, com 45 figuras decoradas a ouro e a prata. As obras de construção do Museu iniciaram-se em 1972, tendo sido inaugurado em 1981.